# (7573) Basfifty
(7573) Basfifty es un asteroide perteneciente al cinturón de asteroides, descubierto el 4 de noviembre de 1989 por Brian G. W. Manning desde el Stakenbridge Observatory, Kidderminster, Reino Unido.

## Designación y nombre
Designado provisionalmente como 1989 VX. Fue nombrado en conmemoración del quincuagésimo aniversario de la Sociedad Astronómica de Birmingham de Inglaterra. La sociedad se estableció en 1950, en gran parte como resultado de las clases extramuros de astronomía de la Universidad de Birmingham.

## Características orbitales
Basfifty está situado a una distancia media del Sol de 3,104 ua, pudiendo alejarse hasta 3,617 ua y acercarse hasta 2,590 ua. Su excentricidad es 0,165 y la inclinación orbital 2,556 grados. Emplea 1997,07 días en completar una órbita alrededor del Sol.
Los próximos acercamientos a la órbita de Júpiter ocurrirán el 17 de diciembre de 2041, el 15 de enero de 2052 y el 4 de abril de 2113.
Pertenece a la familia de asteroides de (24) Themis.

## Características físicas
La magnitud absoluta de Basfifty es 13,50. Tiene 10,015 km de diámetro y su albedo se estima en 0,134.